# Jake Shields
Jake Shields (ur. 9 stycznia 1979 w Summertown) – amerykański zawodnik mieszanych sztuk walki (MMA) oraz grappler. Były mistrz m.in. EliteXC oraz Strikeforce. Złoty medalista mistrzostw pan-amerykańskich w brazylijskim jiu-jitsu z 2005 oraz brązowy medalista mistrzostw świata ADCC w grapplingu również z 2005 roku.

## Kariera sportowa
W MMA zadebiutował w 23 października 1999 pokonując przez techniczny nokaut Paula Harrisona. Pierwszą zawodową porażkę zanotował w swojej trzeciej walce przegrywając przed czasem w marcu 2000 z Martym Armendarezem. Od 2002 do 2004 roku toczył pojedynki głównie w Japonii na galach Shooto, gdzie zdobył tytuł mistrza (9 lipca 2004, poddając Raya Coopera) oraz pokonał m.in. Hayato Sakuraia oraz zremisował z Kazuo Misakim.
W 2006 roku wziął udział w mocno obsadzonym turnieju Rumble on the Rock odbywającym się w Honolulu, który ostatecznie wygrał pokonując jednego wieczoru Dave'a Menne, Yūshina Okamiego oraz Carlosa Condita. Rok później związał się z EliteXC, gdzie w ciągu jednego roku stoczył dla niej cztery pojedynki, wszystkie wygrane i został mistrzem EliteXC w wadze półśredniej (26 lipca 2008) poddając Nicka Thompsona. Pasa bronił raz pokonując Brytyjczyka Paula Daleya po czym zwakował tytuł przechodząc kategorię wyżej. Pod koniec 2008 roku EliteXC popadło w długi i zbankrutowało. Część kontraktów czołowych zawodników (w tym Shieldsa) zostało wykupionych przez wieloletniego współorganizatora gal EliteXC – Strikeforce. W Strikeforce zadebiutował 9 czerwca 2009 poddając Robbiego Lawlera. 7 listopada tego samego roku zdobył pas mistrza Strikeforce w wadze średniej (do 84 kg) pokonując Jasona Millera, a 17 kwietnia 2010 obronił go wygrywając z byłym mistrzem PRIDE Danem Hendersonem wyraźnie na punkty.
Jeszcze w tym samym roku związał się z UFC, a w pierwszej walce minimalnie pokonał na punkty Duńczyka Martina Kampmanna. Po tej walce otrzymał szansę stoczenia walki o pas mistrza wagi półśredniej z gwiazdą UFC Kanadyjczykiem Georges'em St-Pierre'em. Shields uległ St-Pierre'owi na punkty oraz przerwał znakomitą passę 15 zwycięskich pojedynków Amerykanina. 12 października 2012 został złapany na dopingu po zwycięskiej walce z Edem Hermanem (12 sierpnia 2012). Wynik pojedynku został zmieniony na no contest (nierozstrzygnięty), a sam Shields został zawieszony na pół roku przez Kalifornijską Komisję Boksu. Ostatecznie w latach 2011-2014 stoczył dla UFC jeszcze sześć pojedynków (bilans 3-2-1 NC) pokonując m.in. Koreańczyka Yoshihiro Akiyame, Brazylijczyka Demiana Maie oraz przegrał m.in. z Kubańczykiem Hectorem Lombardem.
6 kwietnia 2014 został nieoczekiwanie zwolniony z UFC po porażce z Lombardem. Jeszcze w kwietniu podpisał kontrakt z konkurencyjną organizacją World Series of Fighting gdzie miał pierwotnie stoczyć debiutancką walkę 5 lipca z Jonem Fitchem, lecz uległ kontuzji. 11 października ostatecznie zadebiutował w nowej organizacji poddając Kanadyjczyka Ryana Forda. 17 stycznia 2015 wygrał z Brianem Fosterem po czym otrzymał szansę stoczenia walki w 2015 roku o tytuł mistrzowski WSoF który był w rękach Brazylijczyka Rousimara Palharesa. Shields ostatecznie przegrał pojedynek przez poddanie w 3. rundzie.
Ponowną szanse zdobycia pasa WSoF miał 31 grudnia 2016, jednak ostatecznie przegrał obrońcą tytułu Jonem Fitchem, jednogłośnie na punkty.

## Osiągnięcia
Mieszane sztuki walki:
- 2004: mistrz Shooto w wadze półśredniej (-77 kg)
- 2006: Rumble on the Rock 9 – 1. miejsce w turnieju wagi półśredniej
- 2006: mistrz Rumble on the Rock w wadze półśredniej
- 2008: mistrz EliteXC w wadze półśredniej
- 2009-2010: mistrz Strikeforce w wadze średniej (-84 kg)

Grappling:
- 2005: Mistrzostwa ADCC w submission wrestlingu – 3. miejsce w kat. 77 kg
- 2005: Mistrzostwa Panamerykańskie – 1. miejsce